# 冈萨雷斯·马蒂国家陶瓷和装饰艺术博物馆
冈萨雷斯·马蒂国家陶瓷和装饰艺术博物馆（西班牙語：Museo Nacional de Cerámica y de las Artes Suntuarias González Martí）位于西班牙巴伦西亚，是一家专门收藏陶器、瓷器和其他装饰艺术（如纺织艺术、传统服装和家具）的博物馆。它设于多萨瓜斯侯爵宫内，成立于1947年2月7日，曼努埃尔·冈萨雷斯·马蒂捐赠他的陶瓷收藏。七年后，宫殿修复完成，博物馆于1954年6月18日向公众开放。

## 建筑
这座宫殿最初是一座哥特式建筑，在18世纪中期，被彻底改造成巴洛克风格。立面由希波里托·罗维拉设计，由巴伦西亚雕塑家伊格纳西奥·维尔加拉打造。如今，由于后来的几次改造，它主要结合了洛可可、新古典主义建筑和东方风格。
1941年，该建筑被宣布为历史艺术文物。1949年，该建筑被国家买下，用于存放冈萨雷斯·马蒂的陶瓷收藏品。此后又进行了许多修复，包括基础设施的改善和博物馆空间的翻新。最后一次修复发生在1990年至1998年，由建筑师吉内斯·桑切斯·海维亚进行。  
一楼主要用于临时展览，这一层是引人注目的“马车天井”和主楼梯。
二楼为多斯阿古斯侯爵的私人房间，用灰泥和壁画装饰，这些画是由19世纪的艺术家普莱西多·弗朗西斯·帕斯夸尔、何塞·菲利佩·帕拉和何塞·布雷尔·吉拉尔特创作的。大理石地板有不同的颜色，首字母“MD”对应于多斯阿古斯侯爵。杰出的房间有舞厅、红厅、东方客厅（又名瓷器客厅），配有部分原始家具。此外，所有房间都装饰着艺术品、灯具、钟表、花瓶等；反映了当时的优雅和风格。
三楼整层楼完全用于展示陶瓷收藏，分为几个房间，包括一个复制的典型巴伦西亚厨房，由Manuel González Martí本人设计，有18世纪和19世纪的马赛克、雕带和装饰板。这个空间的装饰，与流行的当代陶瓷壶和铜制品相辅相成。

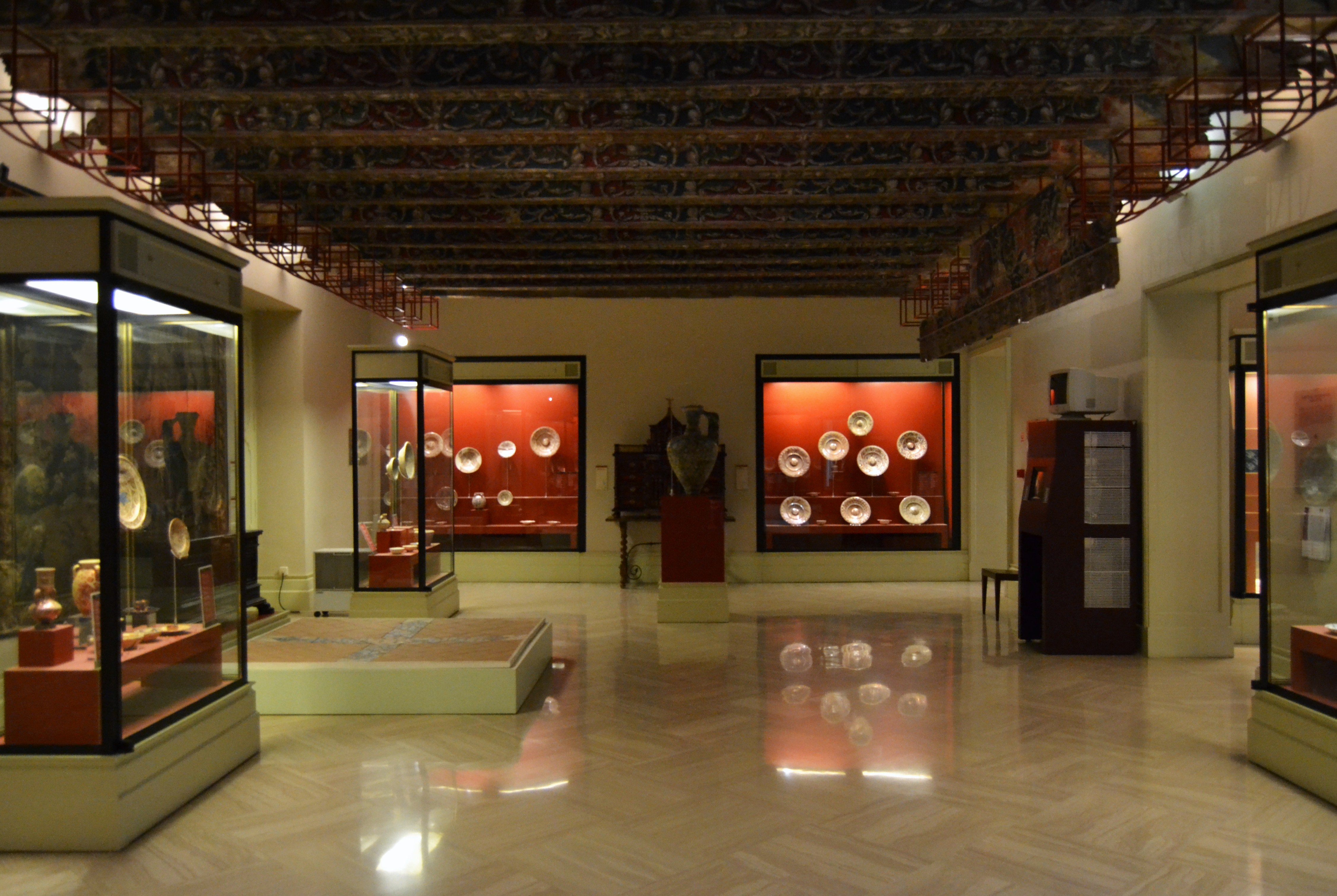
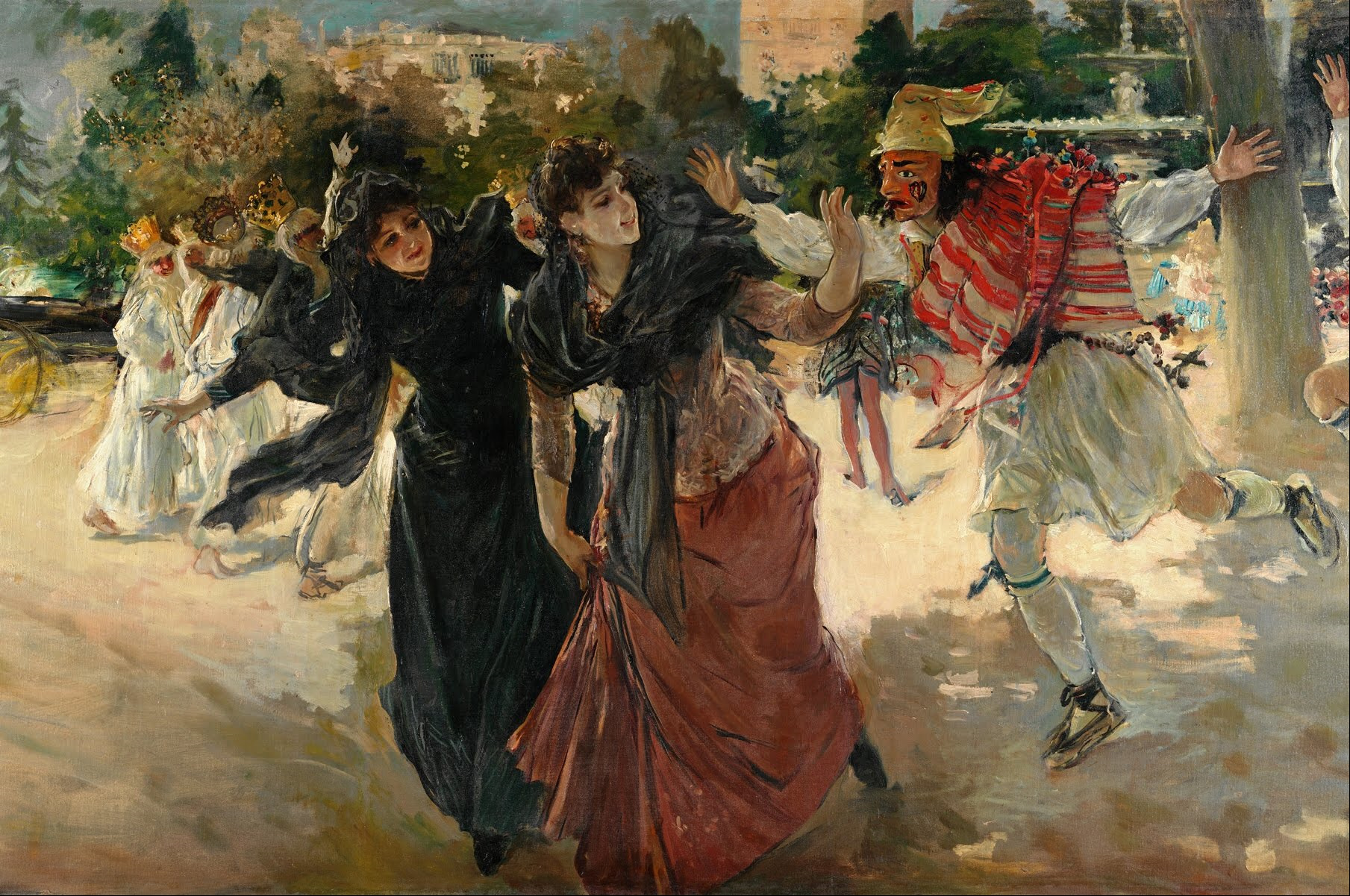
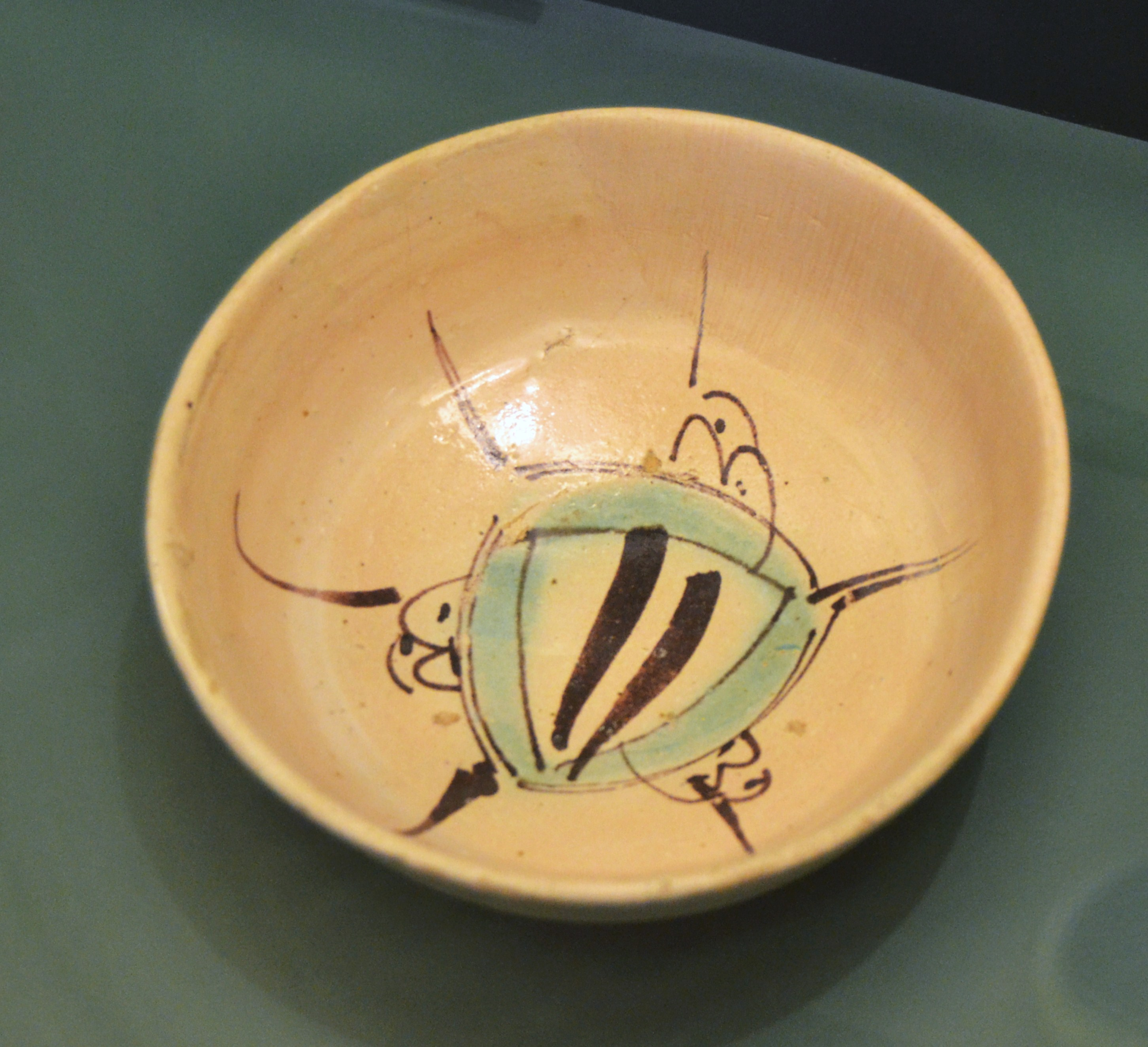
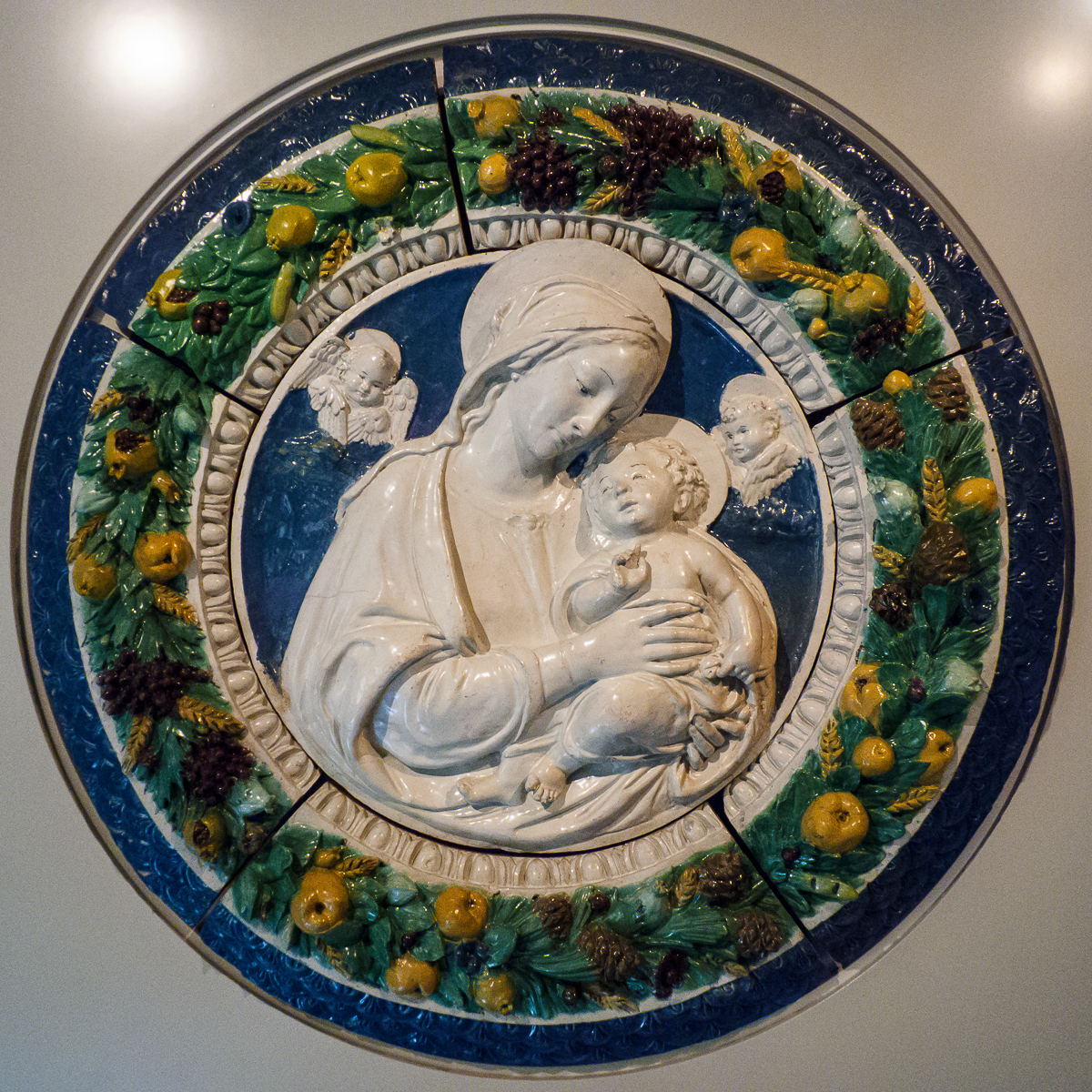